# Ranquel

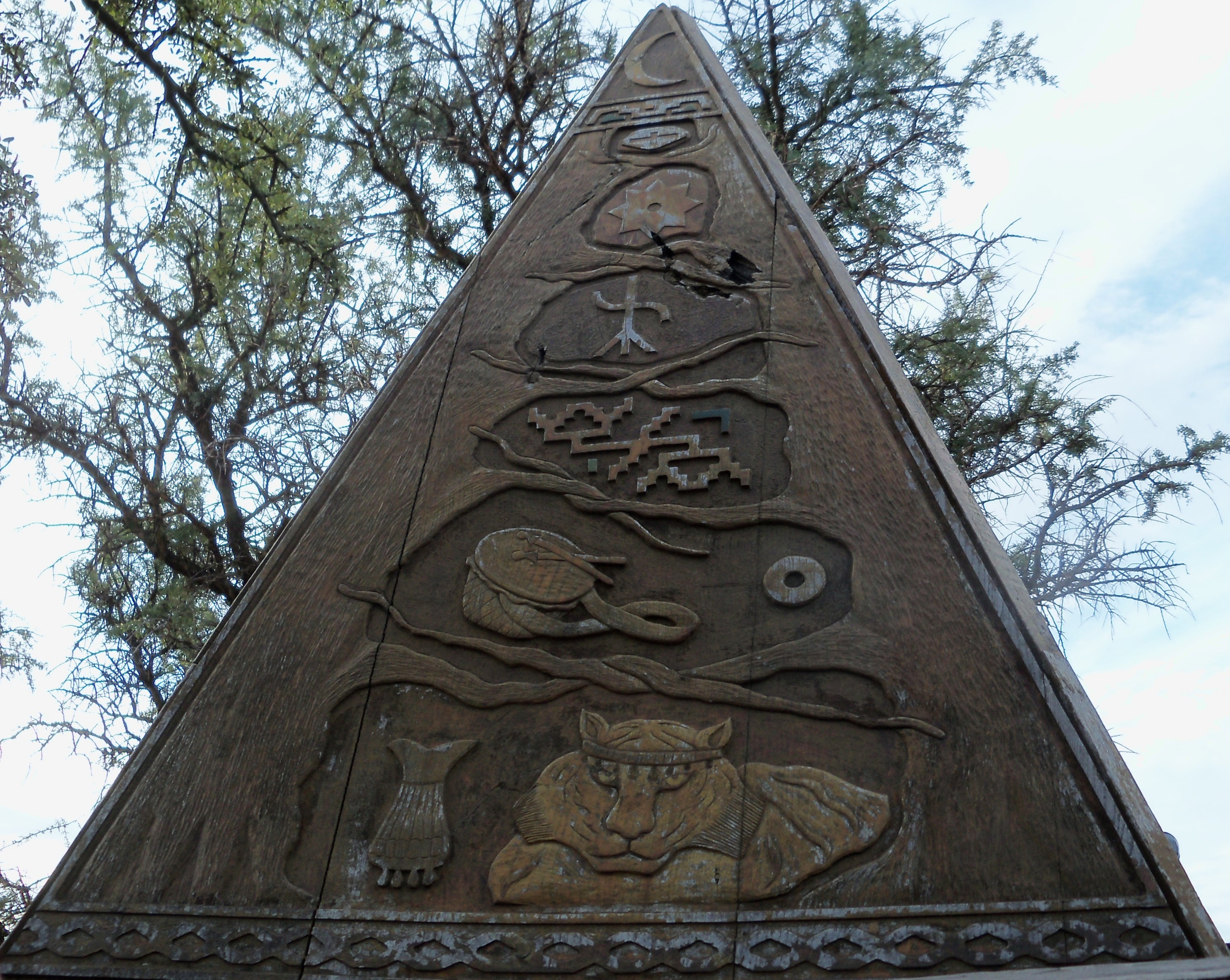
Sépulture du chef ranquel Mariano Rosas à Victorica

Les Ranquels, en Argentine, sont une ethnie aborigène qui faisait partie des Mapuches, bien que leur ascendance ait été en grande partie d'origine het et tehuelche du groupe septentrional des Günün-a-küna ou Genakenks.
Entre 1775 et 1790, un groupe de pehuenches avança depuis les pentes andines jusqu'au territoire qui s'appelait Mamül Mapu (mamül : bûche, bocage ; mapu : terre, territoire) parce qu'il était couvert de bois de caldén, d'algarrobo negro et de chañar.
Ainsi, ils s'établirent entre le Río Cuarto ou Chocancharava et le Río Colorado, depuis le sud des territoires actuels de San Luis, et Córdoba, jusqu'au sud de la province de La Pampa.
Leur appellation de Ranquel est le résultat de l'européanisation à l'espagnole de leur propre autodénomination en mapudungun de Rankülche, où rankül veut dire canne ou roseau, et che signifie homme, c’est-à-dire « gens des cannes ou des roseaux ».
Ils étaient chasseurs et généralement nomades. Durant une bonne partie du XIXe siècle, ils eurent une alliance avec les tribus tehuelches. Ensemble, ils firent des incursions dans l'ouest de la province de Buenos Aires et le sud de celle de Córdoba, ainsi que dans celles de Mendoza, de San Luis et de Santa Fe.
Leur dernier grand « lonco » - (c’est-à-dire chef) - fut Pincén, qui fut déporté dans l'île Martín García en 1880. Après la capture de ce dernier, les Ranquels furent écrasés lors de la Conquête du Désert, et leurs terres furent usurpées.

Distribution des populations pré-hispaniques au Chili